# Un mostro in vacanza
Un mostro in vacanza (The Horror at Camp Jellyjam) è il trentatreesimo numero della serie horror per ragazzi Piccoli brividi, scritta da R. L. Stine.

## Trama
La protagonista del racconto è una dodicenne di nome Wendy, che è in vacanza con suo fratello Elliot e i suoi genitori. Mentre stanno viaggiando in auto, i due ragazzi, che si stanno annoiando a morte, chiedono il permesso di poter proseguire il viaggio nella roulotte che si stanno portando dietro. I genitori acconsentono e i due vi entrano, però appena il viaggio riprende la roulotte si sgancia e percorre un grande tratto di strada all'indietro.
Appena la roulotte si ferma, i due vengono soccorsi da Buddy, l'animatore capo del "Centro vacanze sportive di Re Viscigommolo" (King Jellyjam's sports camp) che si trova nelle vicinanze. Buddy, li invita a fermarsi al centro vacanze, mentre lui e gli altri animatori avrebbero cercato di rintracciare i loro genitori. Wendy ed Elliot, appena entrano, si trovano davanti un sacco di manifesti che raffigurano la mascotte del campo, Re Viscigommolo, una specie di gomma da masticare usata di colore viola con una corona dorata in testa. Wendy entra nel dormitorio delle ragazze e incontra le sue compagne di stanza, Dierdre, Ivy e Jan, che le spiegano che nel centro vacanze è obbligatorio partecipare a delle competizioni sportive negli sport più disparati, al vincitore delle quali viene assegnata una "Medaglia Reale di Re Viscigommolo". Con sei medaglie reali è possibile partecipare alla "Marcia dei Campioni", una sfilata nella quale i ragazzi più bravi sfoggiano le proprie medaglie reali. Quel giorno, Dierdre vince la sua sesta medaglia dopo aver battuto Wendy in una gara di nuoto (che però l'aveva lasciata vincere apposta notando la sua furia) e partecipa alla marcia, che si tiene la notte, verso le dieci. Wendy, Jan e Ivy aspettano la loro compagna di stanza per festeggiare, ma Dierdre non rientra. 
La mattina dopo, Buddy le riferisce che Dierdre se n'è andata. Wendy prova controvoglia a cimentarsi in altri sport, su esortazione degli animatori, ma senza mai vincere. Elliot invece vince una medaglia reale dopo l'altra. La sera dopo anche Jeff, un amico di Elliot e una ragazza che aveva battuto Wendy a tennis, partecipano alla marcia. Anche essi poi spariscono nel nulla. Wendy chiede a Buddy dove siano finiti e anche stavolta lui le dice che se ne sono andati. Wendy però non si fida più di lui e sospetta che in realtà nessuno abbia mai provato a contattare i suoi genitori. Qualche sera più tardi quindi, Wendy dopo la marcia decide di cercare le persone scomparse. Scopre che in un edificio seminascosto Buddy ipnotizza tutti gli altri animatori, e che lui stesso è stato ipnotizzato da qualcuno. Poi, nei sotterranei dell'edificio, scopre che tutti i ragazzi scomparsi sono costretti a pulire nientemeno che Re Viscigommolo in persona, un gigantesco pallone che puzza in maniera così tremenda che nemmeno lui può resistere all'odore emanato dal proprio corpo e per questo costringe i migliori ragazzi del centro vacanze a pulirlo. Wendy decide di fare qualcosa e il mattino successivo, dopo aver impedito a Elliot di vincere la sua sesta medaglia in una gara di corsa, lo porta nella cantina dell'edificio. Alla fine i due riescono a sconfiggere il mostro convincendo gli altri ragazzi a smettere di lavarlo e a sdraiarsi per terra, così che non possa afferrarli. In questo modo infatti, il Re Viscigommolo viene soffocato dalla sua stessa puzza. I ragazzi sono liberi e l'ipnosi degli animatori cessa. Tutti vengono poi soccorsi dalle forze dell'ordine accorse sul posto, allertate dal fortissimo odore. Tornati a casa, un giorno, Buddy si presenta per consegnare la sesta medaglia reale a Elliot, che senza l'intervento della sorella avrebbe sicuramente vinto. Subito dopo, i due fratelli avvertono un odore disgustoso, ma è solo la loro madre che sta cucinando dei cavoletti di Bruxelles. Per una volta, la beffa finale si rivela un falso allarme.

## Personaggi
- Wendy: la protagonista della storia, finisce per caso nel centro vacanze sportivo di Re Viscigommolo.
- Elliot: il fratello minore di Wendy. Molto competitivo, non sopporta di perdere.
- Buddy: il principale animatore del centro vacanze. Ha sempre un sorriso perenne stampato in faccia. Non si ricorda da dove viene.
- Re Viscigommolo: un mostro gigantesco e puzzolente che vive nelle viscere del centro vacanze. La sua puzza è talmente insopportabile che deve essere costantemente lavato e pulito.
- Dierdre: una delle compagne di dormitorio di Wendy. Molto vanitosa e sicura di sé, è la prima a sparire misteriosamente dopo aver vinto la sesta medaglia reale.
- Ivy: una delle compagne di dormitorio di Wendy.
- Jan: una delle compagne di dormitorio di Wendy.
- Jeff: un ragazzo corpulento che entra in competizione con Elliot.

## Edizioni
- R. L. Stine, Un mostro in vacanza, traduzione di Cristina Scalabrini, collana Piccoli brividi, Arnoldo Mondadori Editore, 1997,  p. 158, ISBN 88-04-43355-8.